# 井野信義
井野 信義（いの のぶよし、1950年3月26日 - ）は、群馬県桐生市出身の音楽家。ベーシスト、作曲家。

## 来歴・人物
東京で育ち、暁星高校卒業。在学時よりR&Bバンドでクラブに出演。1969年、高校を出てすぐ加入したザ・ブルーベル・シンガーズで「昭和ブルース」が大ヒットするが脱退、クラシックのコントラバスを勉強。1971年、高柳昌行と出会い、ジャズ界に進出。日本のトップベーシストとして、日野元彦とのコンビで非常に多くのレコーディングに参加した。
また、同じく高柳門下で暁星高校の後輩、渡辺香津美とのデュオユニット"マウンテン"など、渡辺との共演も多い。
1979年、ドイツのメールス・ジャズ・フェスティバルに出演し、海外でも高い評価を受ける。エルヴィン・ジョーンズ5のレギュラーになる。ジョーンズに最も信頼されたベースとして、晩年まで共演した。
1983年以降、ヨーロッパに進出、1989年にはベルリン・コンテンポラリー・ジャズ・オーケストラとグローブ・ユニティ・オーケストラのレギュラー・ベーシストに抜擢された。
2005年、橋本一子、藤本敦夫と「Ub-X（ユビークス）」というトリオを結成し、2006年3月にはアルバム『Ub-X』をリリース。カネボウのCM曲（アルバム所収の「凛」の原曲）を発展させ、3者対等のポリグルーヴを基調に新しいサウンドを世に問う。5月には海外での活動も視野に入れてのドイツでのツアーが行われ、同年11、12月の関東以西各地での国内ライブの後、2枚目のアルバム『Vega』を制作、2007年4月にリリースした。

## ディスコグラフィ

### リーダー・アルバム
- マウンテン（1980年、日本コロムビア）
- デュエット（1985年、キングレコード） ※with レスター・ボウイ
- 天衣無縫（1985年、Mobys） ※with 高瀬アキ
- 干反る音（2005年、馬運天）
- SoNAISH Gut Bass Duo（2011年、Sonaish） ※with 齋藤徹

### 実質的なリーダー・アルバム
- オクトーバー・ベース・トライローグ（1996年） ※with バール・フィリップス、齋藤徹
- Ub-X（2006年、イーストワークス） ※橋本一子名義
- Vega（2007年、イーストワークス） ※ユビークス名義